# Vivien Eng
Vivien Eng (1964 - 3 de septiembre de 2015, Nueva York), fue una actriz estadounidense.
Falleció el 3 de septiembre de 2015 a los 51 años, de quemaduras e inhalación de humo en Nueva York.

## Filmografía
- 1996, El rey y yo
- 2009, Preciosa